# Daimler Motorkutsche
Pour les articles homonymes, voir Daimler et Moteur (homonymie).
La Daimler Motorkutsche (voiture motorisée, en allemand) est un prototype de voiture hippomobile à moteur à explosion à gaz de 1886, des inventeurs allemands Gottlieb Daimler et Wilhelm Maybach. Considérée comme la seconde voiture à moteur à explosion de l'histoire de l'automobile (la première à 4 roues) après la Tricycle Benz 1 de 1885 à trois roues et à éther de pétrole de Carl Benz.

## Historique
Les deux inventeurs Gottlieb Daimler et Wilhelm Maybach conçoivent leur prototype de moteur à explosion à gaz Daimler monocylindre de 1885, dans leur atelier bureau d'étude de Bad Cannstatt-Stuttgart (actuel musée Daimler de Stuttgart). Ils motorisent alors avec succès divers premiers prototypes de véhicules historiques à moteurs à explosion « sur terre, dans l'eau, et dans les airs » dont entre autres, première moto Daimler Reitwagen (1885), cette première voiture hippomobile Daimler Motorkutsche (1886), premier bateau Daimler boot Neckar (1886), premier ballon dirigeable Daimler (1888)...

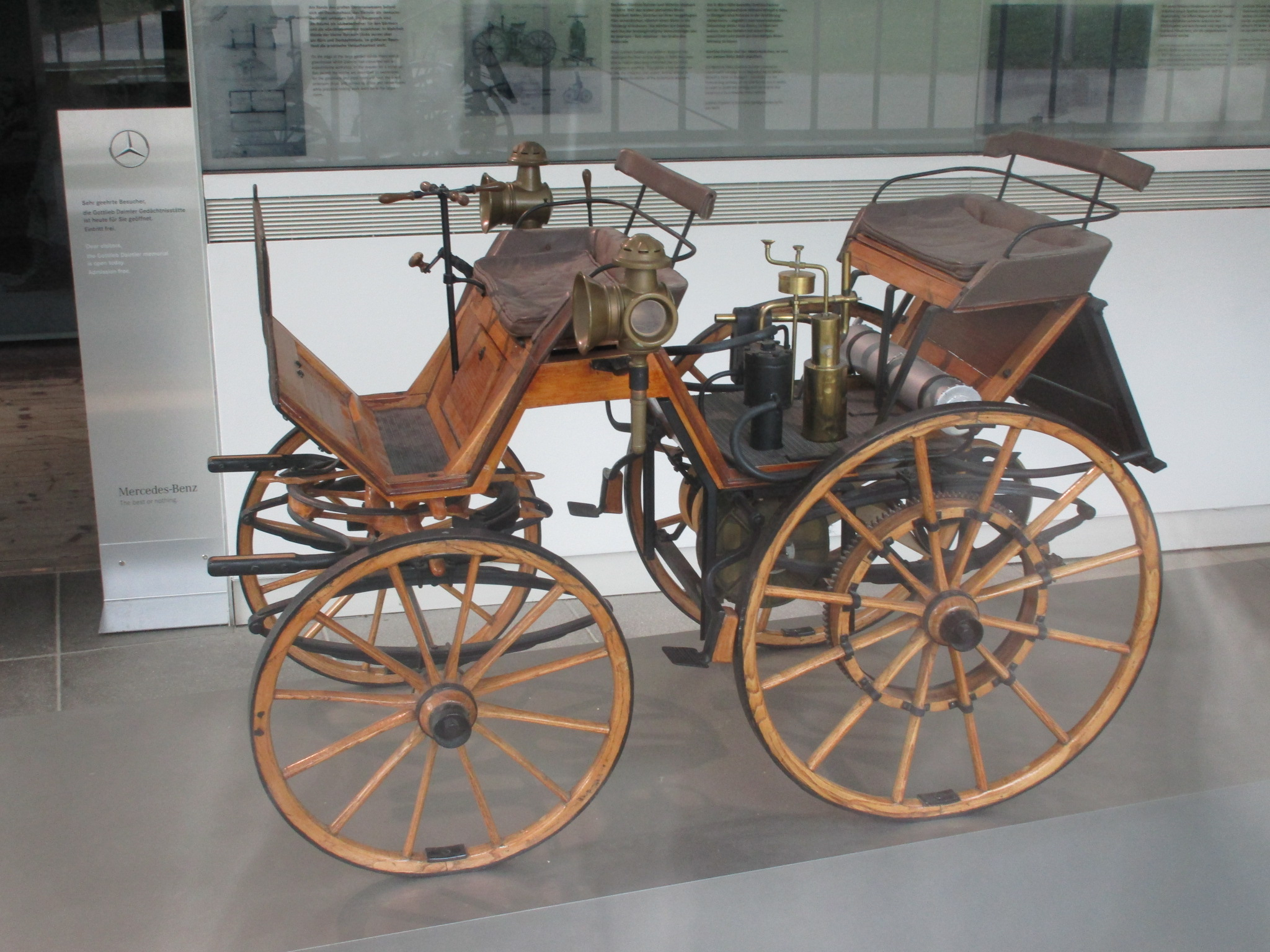
Musée Daimler de Stuttgart
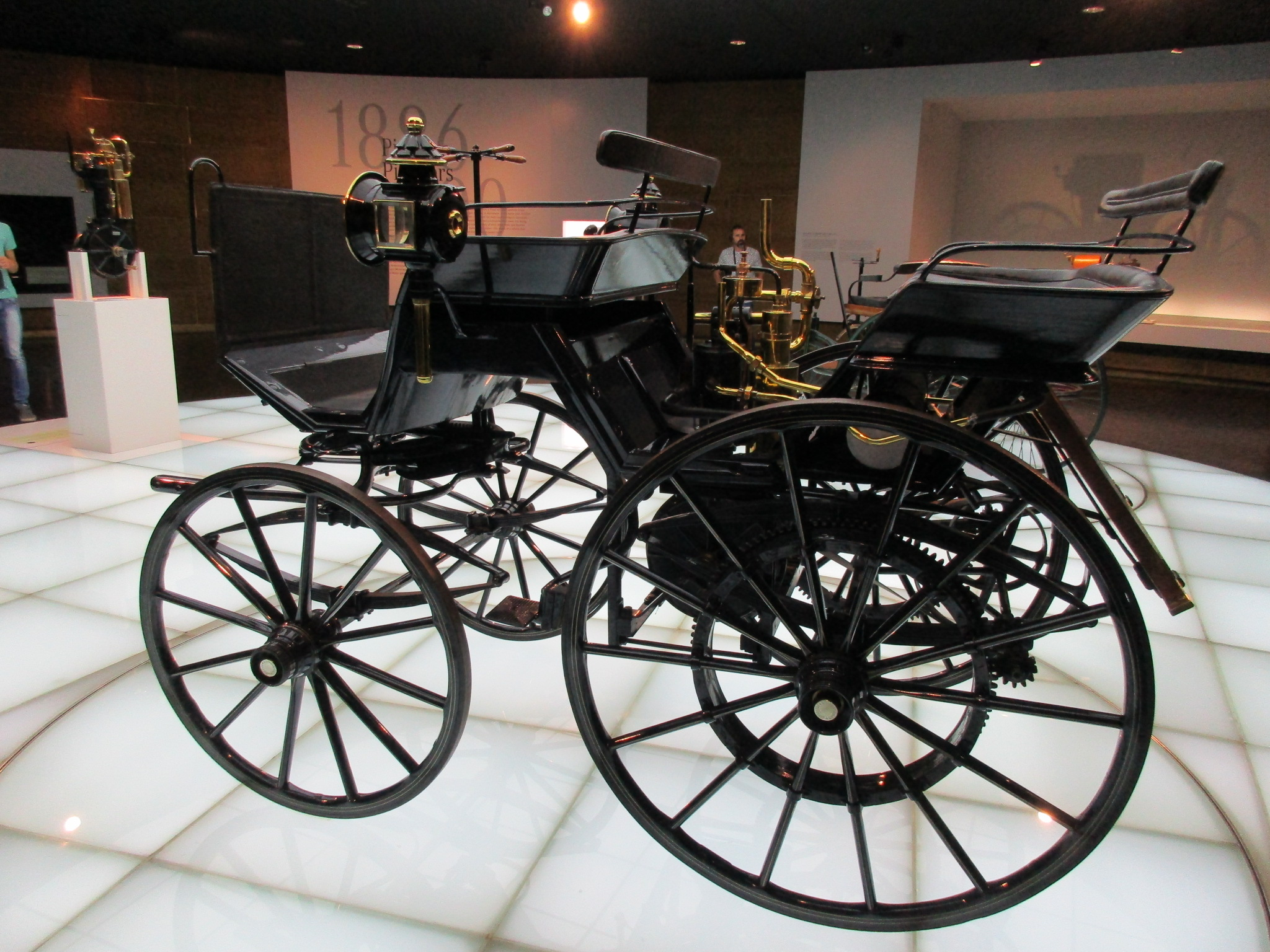
Musée Mercedes-Benz de Stuttgart
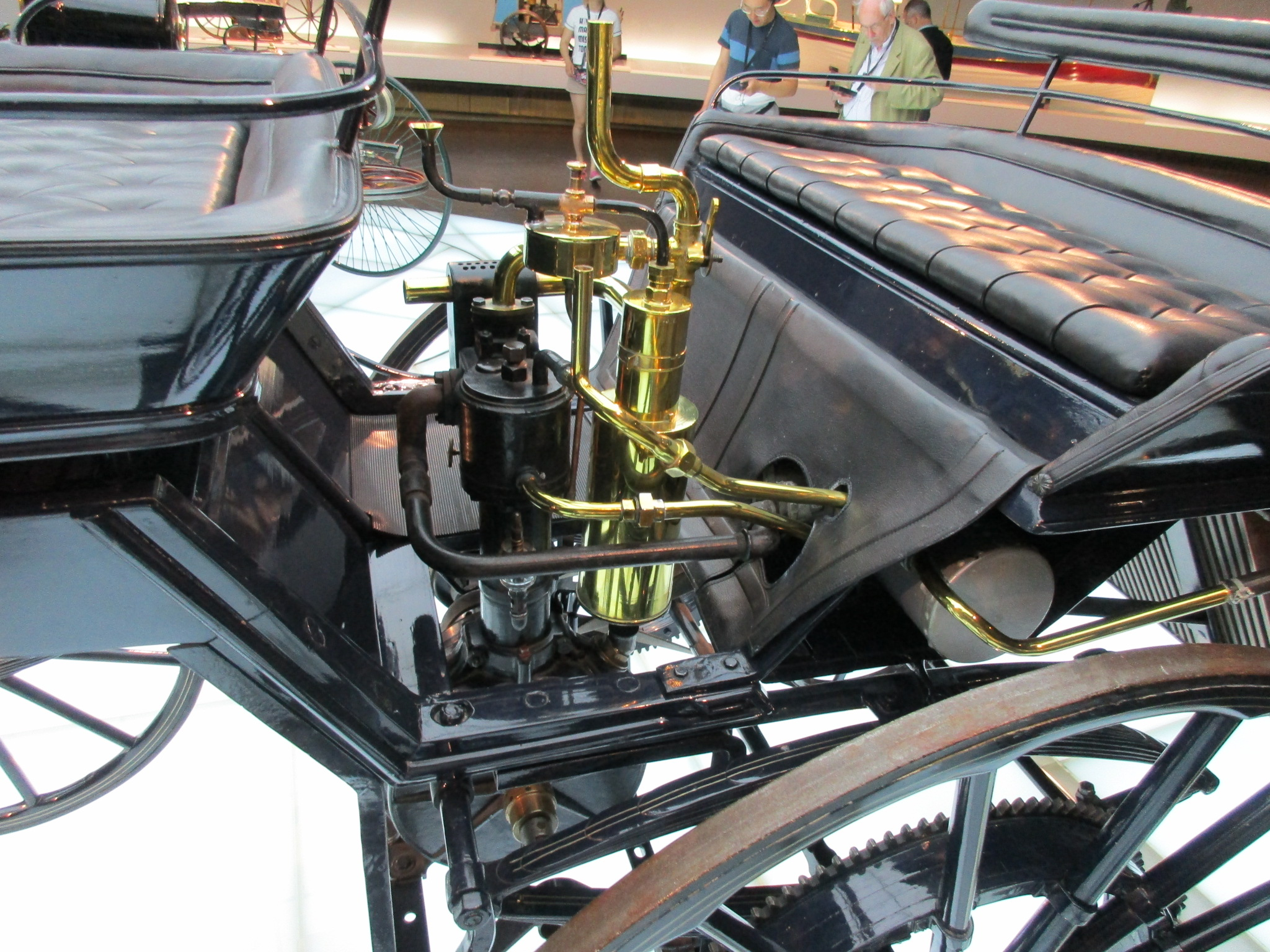
du musée Mercedes-Benz de Stuttgart
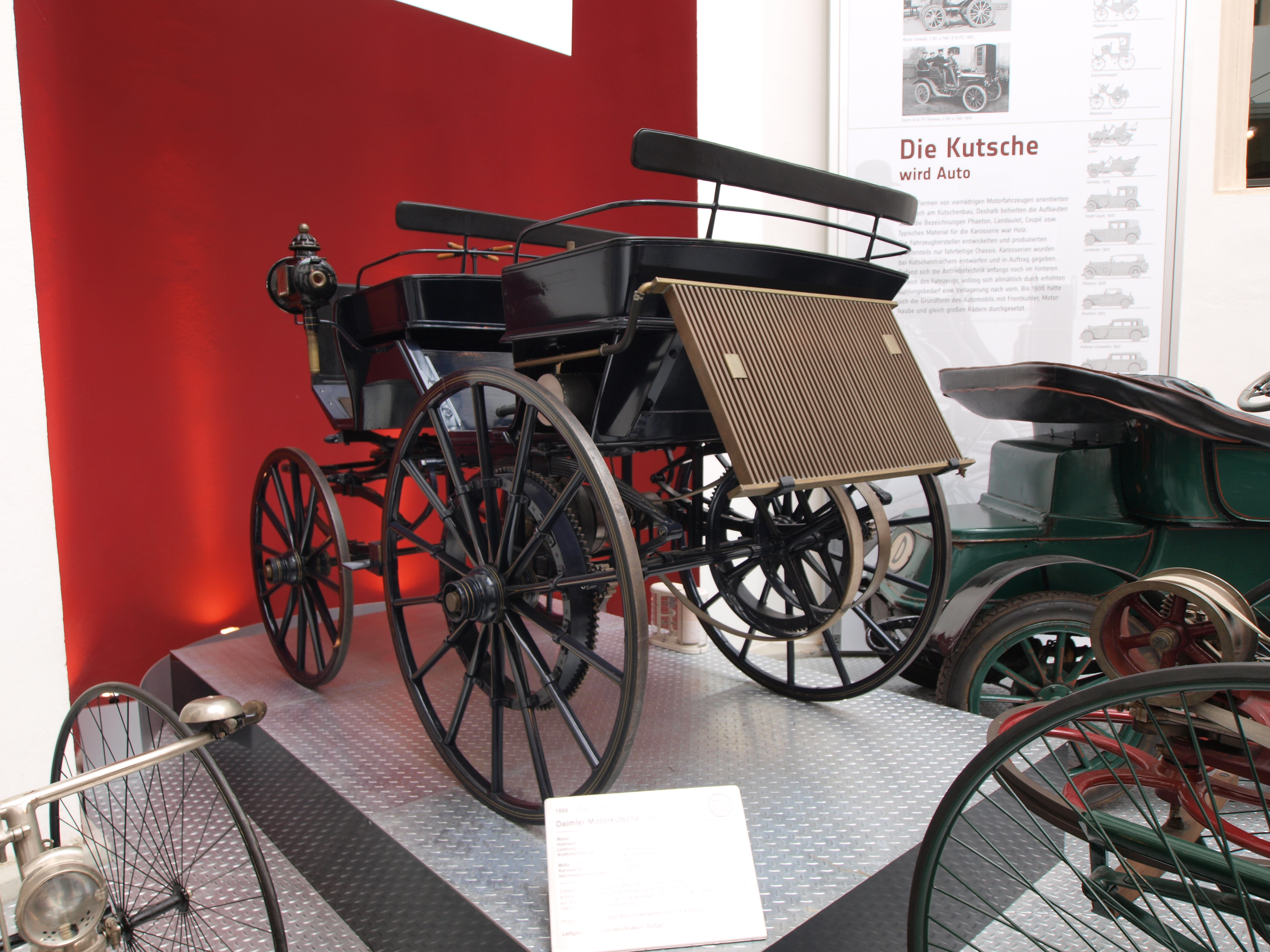
Musée du transport de Dresde

Les deux inventeurs motorisent cette voiture hippomobile de type « Américain », un phaéton de marque allemande Wilhelm Wimpff & Söhne, avec leur moteur de moto Daimler Reitwagen, dont la cylindrée est poussée de 264 à 462 cm³, pour une puissance améliorée de 0.8 à 1.1 ch. Les premiers essais de conduite ont été effectués avec le moteur de la « Reitwagen », qui produisait 0,5 ch à partir du 264 cm³ à partir d’un alésage de 58 mm et d’une course de 100 mm. La vitesse était de 600 tours par minute. 
À la suite du succès des premiers essais, le refroidissement à air du moteur est amélioré en 1887, par un refroidissent à eau, avec un important radiateur à ailettes monté sous le siège arrière, et une puissance moteur poussée à 1,5 ch. Le moteur agrandi avec un alésage de 70 mm et une course de 120 mm a été installé entre les sièges avant et arrière. La vitesse était maintenant de 650 tours par minute, ce qui permettait d’aller jusqu’à 900 tours par minute pendant une courte période. Le moteur lui-même pesait 92 kg et était démarré avec une manivelle sur le côté gauche de la voiture. L’alimentation en carburant n’était que de 2 litres, qui étaient logés dans le carburateur de surface. En principe, l’automobile avait deux vitesses à travers des poulies de tailles différentes. Cependant, ceux-ci ne pouvaient être modifiés qu’à l’arrêt à l’aide d’un levier manuel. Il fallait donc décider à temps avant une sortie en montagne d’engager le rapport de vitesse le plus petit. Le seul frein était un frein à bloc, qui agissait sur les roues arrière via une manivelle. Le poids total du wagon était de 290 kg. La longueur du véhicule est de 2530 mm, la largeur de 1475 mm et la hauteur de 1695 mm. L’empattement était de 1300 mm et la largeur de voie était de 1160 mm. Les roues à rayons en bois avaient un diamètre de 930 mm à l’avant et de 1165 mm à l’arrière. La conversion de la voiture en voiture a eu lieu dans l’usine de machines d’Esslingen.

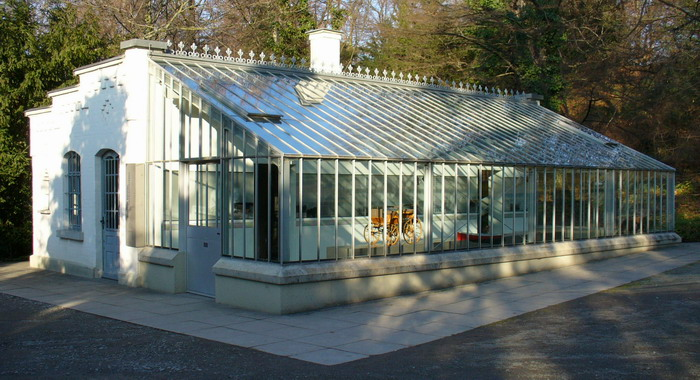
Atelier-musée Daimler de Stuttgart
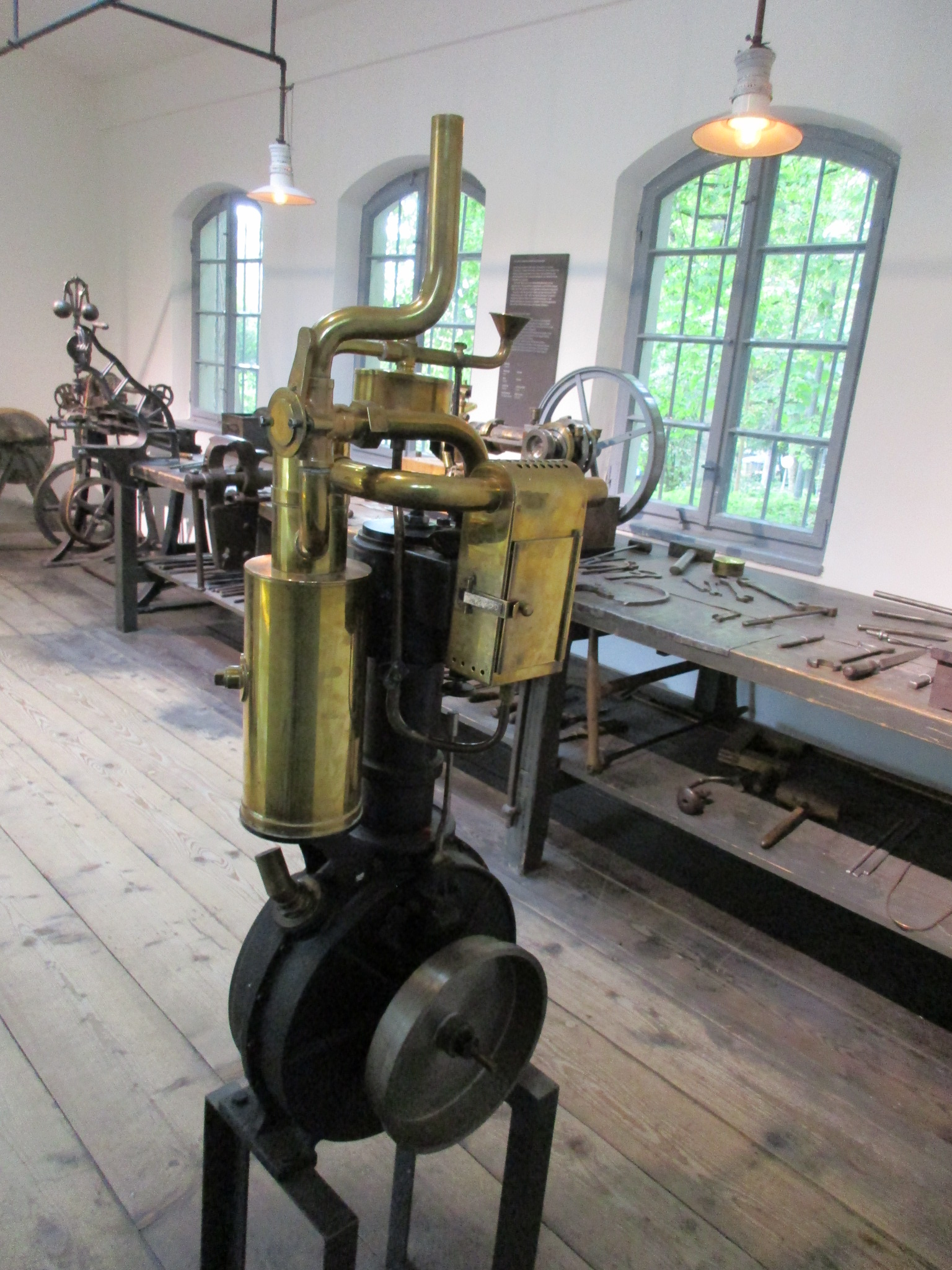
Moteur à gaz Daimler de 1885
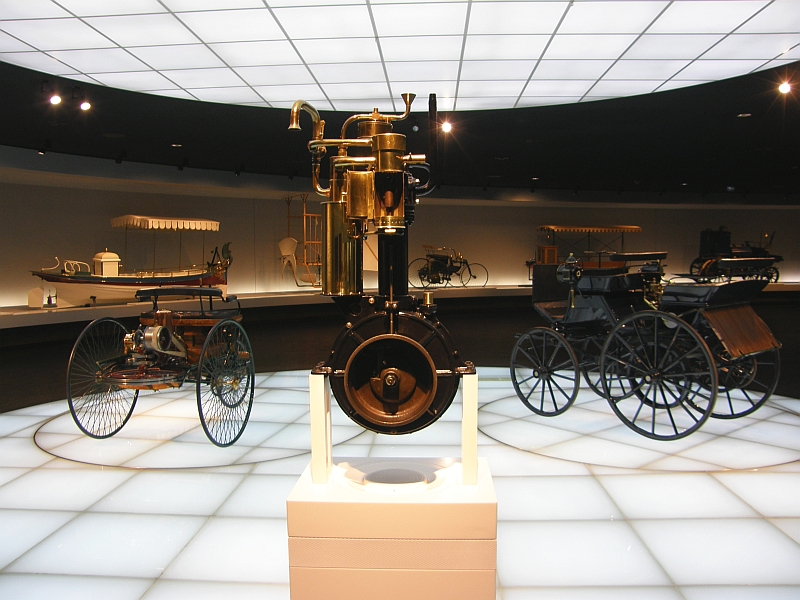
Avec une Benz Patent Motorwagen au musée Mercedes-Benz de Stuttgart
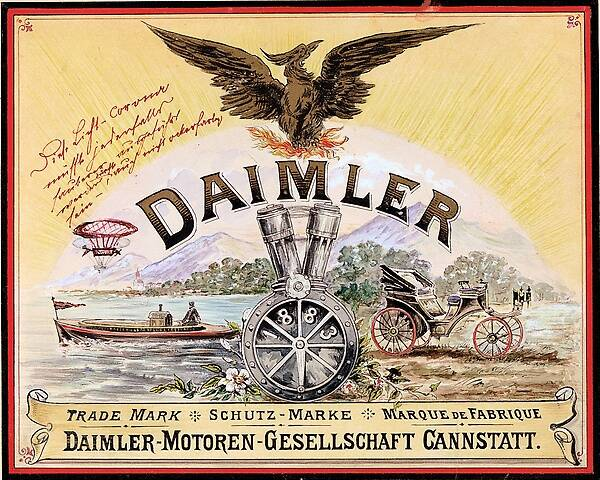
Publicité Daimler-Motoren-Gesellschaft
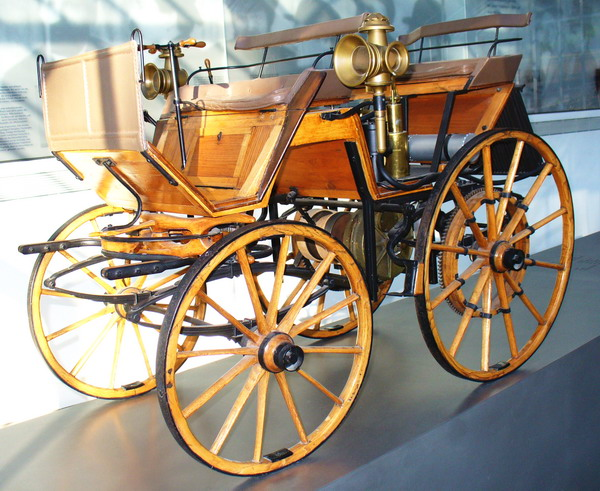
Premier prototype Daimler-Motoren-Gesellschaft de 1886, à Moteur Daimler Type P de Gottlieb Daimler et Wilhelm Maybach

En 1887 ils mettent au point leur moteur Daimler Type P, premier moteur à essence de l'histoire de l'automobile, évolution du précédent, avec leur prototype de première voiture à essence Daimler Stahlradwagen de 1889, avant de fonder leur industrie automobile Daimler-Motoren-Gesellschaft en 1890, pour industrialiser leurs Daimler Schroedter-Wagen, Panhard & Levassor Type A, Peugeot Type 2... (Daimler-Mercedes-Benz fusionne en 1926 avec Benz & Cie de Carl Benz). Les moteurs à essence se répandent rapidement dans le monde, avec des nombreux constructeurs automobiles, et succèdent rapidement aux voitures hippomobiles.

## Production Daimler Motorwagen
| Année              | 1886 | total |
| ------------------ | ---- | ----- |
| Daimler Motorwagen | 1    | 1     |

## Musées
Plusieurs répliques sont exposées à ce jour dans des musées, entre autres aux musée Daimler de Stuttgart, musée Mercedes-Benz de Stuttgart, et musée du transport de Dresde...